# Лавочненська сільська рада
Лавочненська сільська рада — колишній орган місцевого самоврядування у Сколівському районі Львівської області. Адміністративний центр — село Лавочне.

## Загальні відомості
Лавочненська сільська рада утворена в 1940 році. Територією ради протікає річка Опір.

## Населені пункти
Сільській раді підпорядковані населені пункти:
- с. Лавочне
- с. Тернавка

## Склад ради
Рада складалася з 16 депутатів та голови.

### Керівний склад попередніх скликань
| ПІБ                         | Основні відомості                                                                     | Дата обрання | Дата звільнення |
| --------------------------- | ------------------------------------------------------------------------------------- | ------------ | --------------- |
| Годзінець Ярослав Федорович | Сільський голова, 1958 року народження, освіта вища, член Української Народної Партії | 26.03.2006   | 31.10.2010      |
| Годзінець Ярослав Федорович | Сільський голова, 1958 року народження, освіта вища, безпартійний                     | 31.10.2010   |                 |

Примітка: таблиця складена за даними джерела

## Населення
Згідно з переписом УРСР 1989 року чисельність наявного населення сільської ради становила 1885 осіб, з яких 903 чоловіки та 982 жінки.
За переписом населення України 2001 року в сільській раді мешкали 1964 особи.

### Мова
Розподіл населення за рідною мовою за даними перепису 2001 року:
| Мова       | Відсоток |
| ---------- | -------- |
| українська | 99,49 %  |
| російська  | 0,41 %   |